# Alice Agneskirchner
Alice Agneskirchner, née en 1966 à Munich (Allemagne), est une scénariste et réalisatrice allemande.

## Filmographie

### Réalisatrice
- 1995 : Herr, Frau, Hund (aussi scénariste)
- 1995 : Rauliens Revier (aussi scénariste)
- 1997 : Ready for Take Off
- 1999 : Waschen und legen (aussi scénariste)
- 2001 : Im Freibad
- 2001 : À l'école des pom-pom girls
- 2003 : Wildenranna (aussi scénariste)
- 2005 : Silver Girls (aussi scénariste)
- 2007 : Liebe Mama, ich kannte dich kaum... (aussi scénariste)
- 2009 : 24 h Berlin, une journée en capitale
- 2010 : 20xBrandenburg
- 2010 : Deutschland, deine Künstler
- 2013 : An Apartment in Berlin (aussi scénariste)
- 2014 : Umschalten im Kopf - Therapie für Schwerverbrecher (aussi scénariste)
- 2018 : Auf der Jagd - Wem gehört die Natur ?
- 2019 : Lampenfieber (aussi scénariste)

## Récompenses et distinctions
- 2007 : Festival international du film documentaire de Munich (DOK.fest) : Documentary Talent Award	pour Liebe Mama, ich kannte dich kaum...
- (en) Alice Agneskirchner: Awards, sur l'Internet Movie Database